# Хеті VII
Хеті VII — імовірний фараон з X (Гераклеопольської) династії.